# Anders Söderholm
Anders Stig-Björn Söderholm, född 26 oktober 1961 i Morjärv, är en svensk företagsekonom, professor och akademisk ledare. Han är rektor för Kungliga Tekniska Högskolan sedan den 1 december 2022.
Söderholm disputerade vid Umeå universitet 1991 på en avhandling om organisering av kommunal näringslivsutveckling. Hans forskningsintresse riktades sedan mot organisationsteoretiska aspekter av projektstyrning, och han antogs som oavlönad docent 2000. 2005 blev han professor i företagsekonomi vid Handelshögskolan i Umeå och 2008 professor i företagsekonomi vid Mittuniversitetet. 
Åren 2000 till 2003 var han rektor för Handelshögskolan i Umeå, och 2008 till 2016 rektor för Mittuniversitetet. Under 2017 var han fram till utgången av september generalsekreterare för Sveriges universitets- och högskoleförbund (SUHF). Därefter var han generaldirektör för Universitetskanslersämbetet (UKÄ) fram till 2022 då han tillträdde rektorsposten vid KTH.
Söderholm har även varit gästforskare vid Stanford University, KTH och Åbo Akademi och varit ordförande i Svenska Projektakademien..